# 황저우진

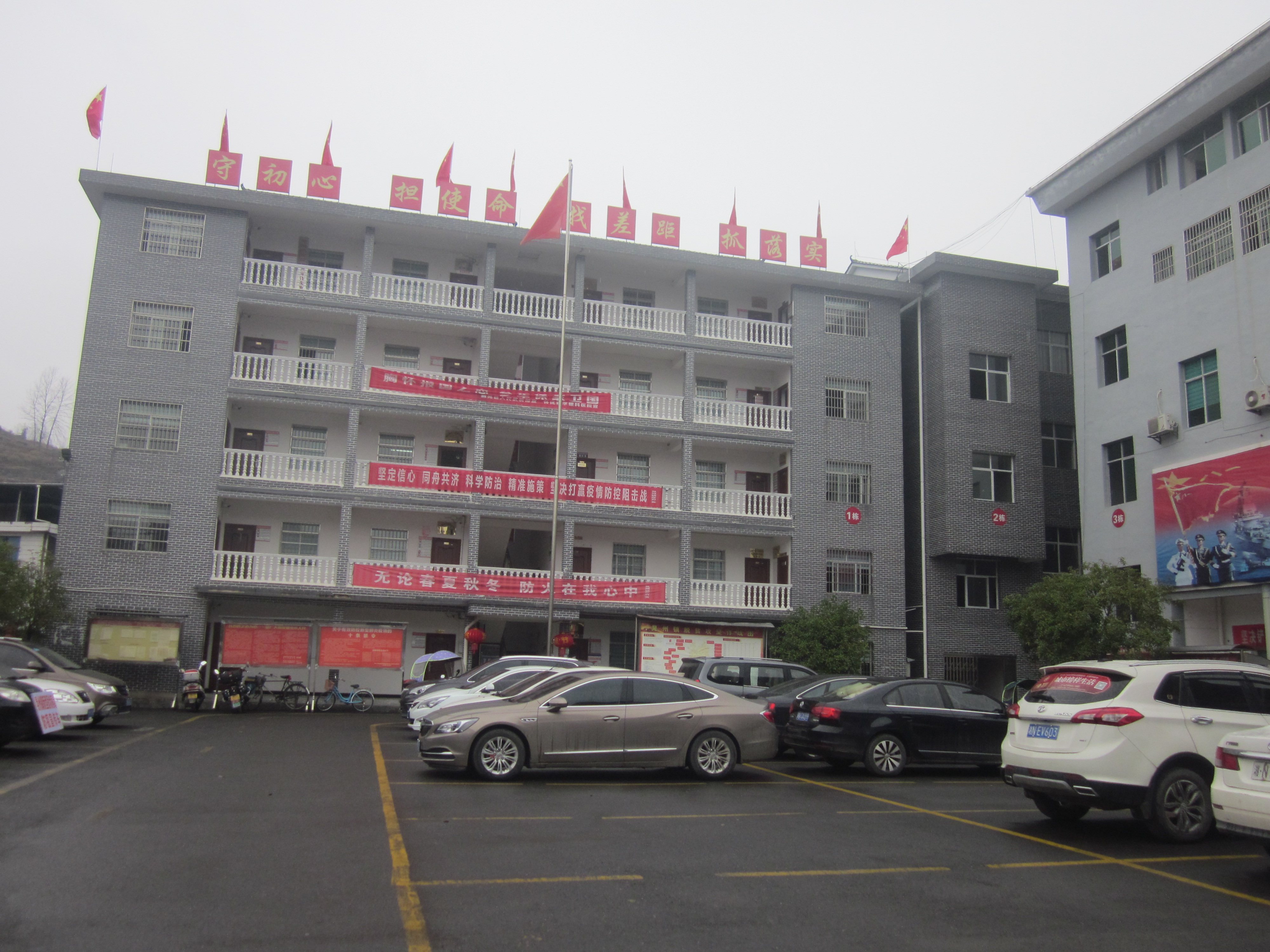

황저우진(중국어 간체자: 晃州镇, 정체자: 晃州鎮, 병음: HuĎngzhōu Zhèn)는 중국 후난성 신황 둥족 자치현의 현청 소재지이자 도시이다. 2015년 인구 조사 기준으로 인구는 75,600명, 면적은 203.17제곱킬로미터(78.44제곱마일)이다. 지방자치단체 소재지는 다둥핑촌(大洞坪村)에 있다.

## 지역 구분
2015년 기준 이 마을은 7개의 공동체와 56개의 마을로 나뉘어 있다.

## 경제
지역 경제는 주로 농업과 지역 산업에 기반을 두고 있다.